# Maurice Blot
Pour les articles homonymes, voir Blot.
Mathieu Blot dit Maurice Blot (1753-1818) est un dessinateur et graveur français.

## Biographie
Né à Paris, Mathieu Blot est élève en gravure auprès d'Augustin de Saint-Aubin. C'est Pierre-François Basan, qui, en 1791, dans le supplément à son dictionnaire des graveurs, le prénomme, semble-t-il à tort, « Maurice ». L'artiste signa une seule fois « Mathieu Blot », les autres fois « M. Blot » ou « Blot », mais il s'agit bien de la même personne.
Blot commence à produire des planches à partir de 1775, en adaptant de manière libre deux œuvres familières d'Étienne Aubry.
Il travaille pour le compte du graveur-marchand Jean-Baptiste-Pierre Lebrun pour sa galerie, à reproduire des tableaux de maîtres. Il interprète entre autres Jean-Honoré Fragonard et Jean-Michel Moreau.
Il expose au Salon de Paris à partir de 1799, deux estampes renfermées dans un même cadre, Jupiter et Io et Jupiter sous la forme de Diane. L'artiste est mentionné comme habitant le 5 du cloître Saint-Honoré. Blot apparaît une dernière fois au Salon en 1814, avec trois gravures.
Blot figure dans le tableau Réunion d'artistes dans l'atelier d'Isabey exécuté et exposé par Louis Léopold Boilly en 1798.
En 1800, il est porté sur une liste de dix graveurs proposés à l'Institut. 